# 장 이냐스 이지도르 그랑빌

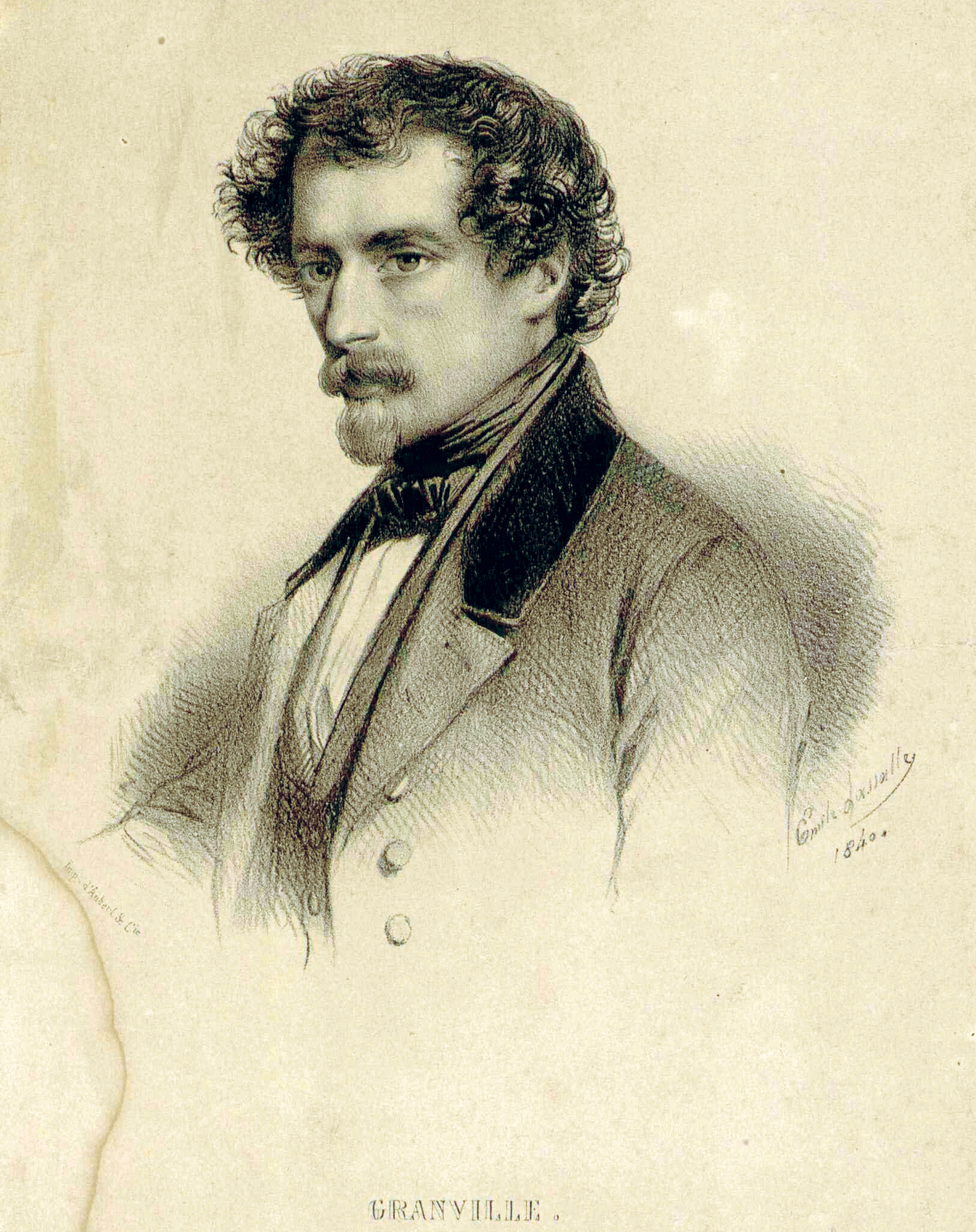
에밀 라살레의 그랑빌 초상화 (1840년)

장 이냐스 이지도르 그랑빌(프랑스어: Jean Ignace Isidore Gérard Grandville, 1803년 9월 13일 ~ 1847년 3월 17일)은 프랑스의 삽화가이다.